# Universitas Islam Negeri Alauddin Makassar
Universitas Islam Negeri Alauddin Makassar – indonezyjska uczelnia państwowa w Makasarze (prowincja Celebes Południowy). Została założona w 1965 roku.